# Peloptulus reticulatus
Peloptulus reticulatus is een mijtensoort uit de familie van de Phenopelopidae. De wetenschappelijke naam van de soort is voor het eerst geldig gepubliceerd in 1957 door Mihelcic.